# Torre de los Tallianti
La Torre de los Tallianti (Torre dei Tallianti en italiano) es una antigua torre medieval de la ciudad piamontesa de Ivrea en Italia.

## Historia
La torre y su palacio fueron erigidos entre el siglo XII y el siglo XIII por la antigua casa de los Tallianti.
La torre ha sido restaurada en 2015.

## Descripción
El edificio se desarrolla alrededor de un patio interior, en el lato oriental de la cual se levanta la torre propiamente dicha, de planta cuadrada.